# Birnmoose
Die Birnmoose (Bryum) sind mit ungefähr 1000 Arten eine der größten Gattungen der Laubmoose.

## Beschreibung
Es handelt sich um zumeist kleine, aufrecht bis aufsteigende wachsende Moose, die nur wenig verzweigt sind. Die Moose sind lebhaft grün, oft auch deutlich rötlich gefärbt, bei Bryum argenteum auch silbrig.
Die Blätter sind bei allen Arten lanzettlich, bei einigen Arten allerdings vorne etwas verbreitert. Die Mittelrippe der Blätter ist kräftig und reicht bis in die Blattspitze. Bei vielen Arten tritt sie auch als kurze, grüne, rötliche oder auch farblose Stachelspitze aus.
Die Zellen der Blattspreite sind rhombisch bis sechseckig, aber fast immer länger als breit. Lediglich am stets ganzrandigen Blattrand besitzen die meisten Arten einen Saum aus stark verlängerten Zellen.
Die Kapsel steht hängend oder nickend auf der Seta und ist von der Form her meist birnförmig – daher der deutsche Name der Gattung – bis zylindrisch. Oft haben die Kapseln einen ausgeprägten Kapselhals.
Viele Arten vermehren sich vegetativ durch Brutkörper, die an den Rhizoiden gebildet werden.

## Verbreitung und Standortansprüche
Die Gattung ist weltweit verbreitet. Die meisten Arten wachsen auf relativ konkurrenzschwachen Standorten auf Sand oder Erde, manchmal auch auf Gestein, sehr selten auch auf Rinde. Einige Arten (z. B. Bryum salinum und Bryum marrattii) haben sich auf Salzböden spezialisiert.

## Systematik und europäische Arten
Die Gattung befindet sich vermutlich gerade in lebhafter Artentstehung. Weltweit wurden ca. 1000 Arten beschrieben, dazu kommen noch viele Kleinarten und Unterarten.
Allerdings sind gerade einige der häufigen Arten extrem variabel. Zusätzlich werden in der Gattung häufig Hybride gebildet, und es gibt oft kleine, in einzelnen Merkmalen stark abweichende Populationen.
Bis die Verwandtschaftsverhältnisse zufriedenstellend geklärt sein werden, wird noch einige Zeit vergehen. In diesem Sinne sollte auch die Liste (nach Wolfgang Frey und Jan-Peter Frahm) der europäischen Arten aufgefasst werden.

### Verbreitete mitteleuropäische Arten
- Bryum argenteum
- Bryum bicolor
- Bryum caespiticium
- Bryum capillare
- Bryum intermedium
- Bryum pallens
- Bryum pallescens
- Bryum pseudotriquetrum

### Liste europäischer Arten
- Bryum algovicum
- Bryum alpinum s. l.
  - Bryum alpinum s. str.
  - Bryum gemmiparum
  - Bryum mildeanum
  - Bryum miniatum
  - Bryum muehlenbeckii
  - Bryum riparium
- Bryum archangelicum
- Bryum arcticum
- Bryum argenteum
- Bryum atrovirens s. l.
  - Bryum bornholmense
  - Bryum demaretianum
  - Bryum klinggraeffii
  - Bryum pyriferum
  - Bryum radiculosum
  - Bryum rubens
  - Bryum ruderale
  - Bryum sauteri
  - Bryum subapiculatum
  - Bryum tenuisetum
  - Bryum violaceum
- Bryum axel-blyttii
- Bryum badium
- Bryum bicolor s. l.
  - Bryum bicolor s. str.
  - Bryum dunense
  - Bryum gemmiferum
  - Bryum gemmilucens
  - Bryum versicolor
- Bryum bimum
- Bryum blindii
- Bryum caespiticium
- Bryum calophyllum
- Bryum capillare s. l.
  - Bryum capillare s. str.
  - Bryum donianum
  - Bryum elegans
  - Bryum provinciale
  - Bryum rufifolium
  - Bryum stirtonii
  - Bryum torquescens
- Bryum cellulare
- Bryum comense
- Bryum creberrimum
- Bryum cryophilum
- Bryum curvatum
- Bryum cyclophyllum
- Bryum dixonii
- Bryum funckii
- Bryum imbricatum
- Bryum intermedium
- Bryum knowltonii
- Bryum kunzei
- Bryum lawersianum
- Bryum longisetum
- Bryum mamillatum
- Bryum marrattii
- Bryum neodamense
- Bryum nitidulum
- Bryum oblongum
- Bryum pallens
- Bryum pallescens
- Bryum pseudotriquetrum
- Bryum purpurascens
- Bryum rutilans
- Bryum salinum
- Bryum schleicheri
- Bryum subelegans
- Bryum subneodamense
- Bryum turbinatum
- Bryum uliginosum
- Bryum veronense
- Bryum warneum
- Bryum weigelii
- Bryum wrightii